# Baeckea preissiana
Baeckea preissiana là một loài thực vật có hoa trong Họ Đào kim nương. Loài này được (Schauer) Druce mô tả khoa học đầu tiên năm 1917.